# Pavetta micropunctata
Pavetta micropunctata är en måreväxtart som beskrevs av Diane Mary Bridson. Pavetta micropunctata ingår i släktet Pavetta och familjen måreväxter. Inga underarter finns listade i Catalogue of Life.